# 倫氏擬四眼鱂
倫氏擬四眼鱂，為輻鰭魚綱鯉齒目鰕鱂亞目溪鱂科的其中一種，為熱帶淡水魚，分布於南美洲法屬圭亞那淡水流域，體長可達6.5公分，棲息在草原覆蓋的沼澤底中層水域，生活習性不明，可做為觀賞魚。

## 擴展閱讀
維基物種上的相關：倫氏擬四眼鱂